# Turtagrø

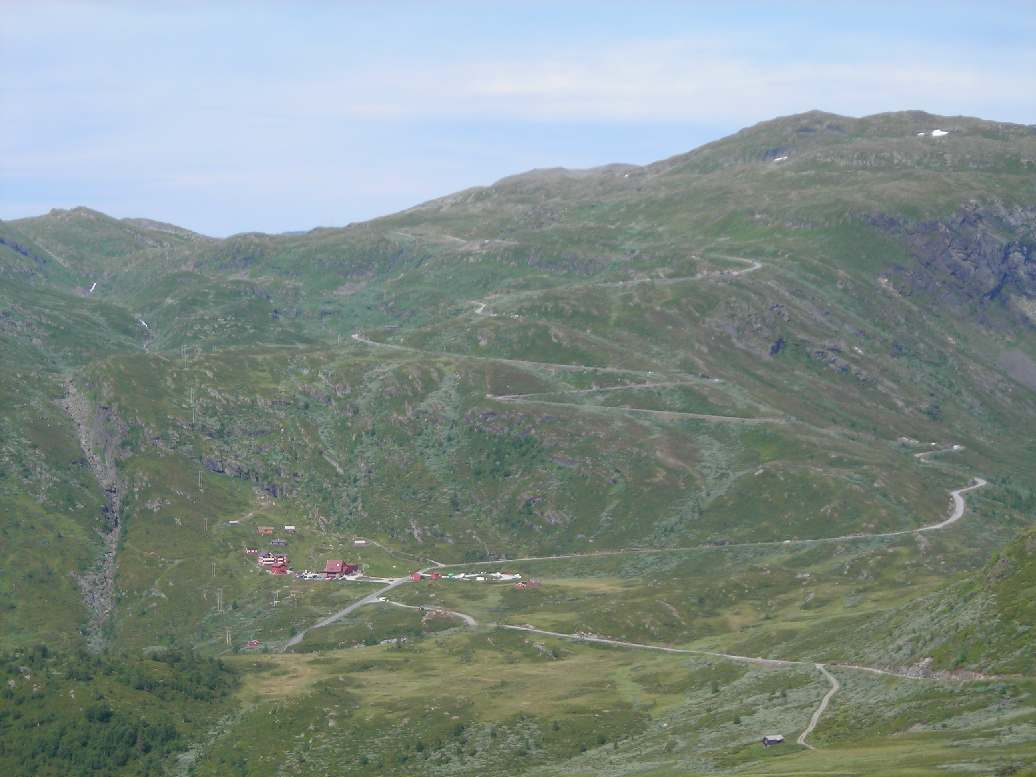
Turtagrø met de Sognefjellsweg

Turtagrø is een hotel gelegen op ongeveer 870 meter boven de zeespiegel behorende bij de gemeente Luster in de provincie Vestland in het westen van Noorwegen. Het is een bekend uitgangspunt voor wandeltochten rond het gebergte Hurrungane. Het ligt aan de RV 55, de Sognefjellsweg naar Lom. Ter hoogte van Turtagrø is een zijweg, de tolweg Tindevegen naar Øvre Årdal. In de omgeving ligt ook de berg Fannaråki.

## Geschiedenis
Turtagrø was jaren geleden een tussenstop op weg over de bergen tussen Lom en Skjolden en Luster. In 1870-1880 Ole Berge Ara was fjellbonde en rendieren jager op Turtagrø. Engelsen en pioniers in de Scandinavische fjellsport kwamen hier.
William Cecil Slingsby, de eerste de beste van Big Skagastølstind in 1876, bezocht Turtagrø in verschillende van zijn expedities, en het hotel was het startpunt voor vele van zijn beklimmingen en trips in Hurrungane. Het belang van het alpinisme steeg in de jaren 1880 en er creëerde een groeiende interesse in Hurrungane. 
Het Turtagrø Hotel is gebouwd in 1888 en was vanaf het begin de belangrijkste ontmoetingsplaats voor bergbeklimmers en wandelaars. Veel van de pioniers van de Amerikaanse klimsport zijn hier geweest, onder andere, Emanuel MOHN, Thomas Heftye, Carl Hall, Cecil Patchell Watson en William Slingsby. Henrik Ibsen bracht ook een bezoek aan het hotel en Edvard Grieg speelde er meerdere malen. Het hotel had uiteindelijk een grote collectie boeken, tijdschriften, brieven en foto's uit de Noorse en internationale bergsport. 
In januari 2001 brandde het hoofdgebouw van het hotel met persoonlijke goederen tot aan de grond af en een onvervangbare reliek ging verloren. Ole Drægni Berge, de vierde generatie eigenaar van het hotel, besloot snel het hotel te herbouwden en 1 mei 2002 werd het nieuwe Turtagrø hotel heropend. Het is ontworpen door Jarmund & Vigsnæs. 
Na Ole Berge Drægni die overleed in de watersnood ramp in Thailand in december 2004, nam Laila Hjelle Voll als algemeen manager het hotel over. Ze had voor verschillende seizoenen gewerkt naast Ole Berge Drægni. 

## Bibliotheek
In de zomer van 2000 werd er een berg bibliotheek gevestigd, in aanvulling op onze reeds lang bestaande collectie boeken en tijdschriften, zijn gezien de grote boek over de bergen, fjellsport en filosofie. Onder andere door een groot deel van de verzameling van persoonlijke bijdrage van David Durkan en Arne Næss. Dit was een van de mooiste collecties van fjellitteratuur. 
Na de brand in 2001 werd de bibliotheek heropend in de zomer van 2002. 

## Trektocht
Hurrungane is een van de bekendste alpine gebieden. 24 van de toppen zijn meer dan 2.000 meter boven de zeespiegel. Voor veel van de bergen wordt kennis van de gletsjer vereist om de berg te beklimmen en de top te bereiken. Gedurende het seizoen zijn er diverse berggidsen in het hotel. Deze verstrekken advies en informatie over het weer, omstandigheden en mogelijkheden in het gebied. 